# Phacotaceae
Phacotaceae, porodica zelenih algi iz reda Chlamydomonadales. Ime je dobila po rodu Phacotus. Pripada joj osamdesetak vrsta (82) u 20 rodova

## Rodovi
1. Arnoldiamonas Skvortsov 1
2. Cephalomonas Higinbotham 1
3. Chlamydoblepharis Franzé 2
4. Coccomonas Stein 4
5. Delphinomonas M.O.P.Iyengar 1
6. Dysmorphococcus Takeda 10
7. Fortiella Pascher 4
8. Fortiellopsis M.O.P.Iyengar 1
9. Granulochloris Pascher & Jahoda 2
10. Hemitoma Skuja 1
11. Iyengariomonas Desikachary 1
12. Melomonas M.O.P.Iyengar 1
13. Pedinopera Pascher 4
14. Pedinoperopsis Korshikov 1
15. Phacotus Perty 13
16. Pteromonas Seligo 24
17. Pyramidococcus M.O.P.Iyengar 1
18. Thoracomonas Korshikov 8
19. Tingitanella Bourrelly & Gayral 1
20. Wislouchiella Skvortsov 1

## Vanjske poveznice
|  | Zajednički poslužitelj ima još gradiva o temi Phacotaceae |
|  | Wikivrste imaju podatke o taksonu Phacotaceae             |